# Râul Stroe
Râul Stroe este un curs de apă, afluent al râului Nechitu. 